# Alexander Zlamal
Alexander Zlamal  (* 1973 in Neukirchen) ist ein österreichischer Komponist und Sounddesigner, der in erster Linie für seine Arbeit im Film- und Fernsehbereich bekannt ist.

## Werk
Für die Musik zu dem Oscar-nominierten Kurzfilm Copy Shop von Virgil Widrich erlangte Zlamal erstmals größere Bekanntheit und wurde dafür mit dem „Best Score“-Award beim Kurzfilmfestival in Clermont-Ferrand ausgezeichnet. Ebenfalls erhielt er den Preis für die Beste Filmmusik beim Internationalen Trickfilmfestival Stuttgart für seine Arbeit an The Davinci Timecode von Gil Alkabetz. Einige seiner Soundtracks kamen auch als CD heraus, wie z. B. die Musik zu dem abendfüllenden Kinofilm Heller als der Mond von Virgil Widrich. Für den Kinofilm Faust von Philipp Hochhauser komponierte er einen durchgängigen 80-minütigen Score für ein Großorchester, der die einzige Tonspur des Films bildete.

## Filmographie

### Filme als Komponist
- 1998: Kubanisch rauchen (Regie: Stephan Wagner)
- 1999: Wolken über dem Paradies (Regie: Martin Semmelrock)
- 2000: Heller als der Mond (Regie: Virgil Widrich)
- 2001: Copy Shop (Regie: Virgil Widrich)
- 2005: Subterra Incognita (Regie: Thomas Lindermayer)
- 2007: Kurz:Ivan (Regie: Benjamin Swiczinsky)
- 2009: Faust (Regie: Philipp Hochhauser)
- 2009: The Davinci Timecode (Regie: Gil Alkabetz)
- 2009: Only Human (Regie: Benjamin Swiczinsky)
- 2010: Screwed Up (Regie: Kris Hofmann)
- 2011: Heldenkanzler (Regie: Benjamin Swiczinsky)
- 2011: Le Nombril (Regie: Pauline Flory)
- 2011: 366 Tage (Regie: Johannes Schiehsl)
- 2011: Angelinho (Regie: Maryna Shchipak)
- 2012: Winterzeit (Regie: Maryna Shchipak)
- 2013: Wal (Regie: Maryna Shchipak)
- 2013: A Game of Numbers: NY Times Op-Doc (Regie: Kris Hofmann)
- 2013: Es kann nichts passieren! (Regie: Kawo Reland)
- 2014: Alpendorf St. Johann (Regie: Conrad Tambour)
- 2015: Between Bar (Regie: Pauline Flory)
- 2016: Sternenjäger (Regie: Johannes Schiehsl)[1]
- 2016/17: Birne, Schädel & Haupt (Regie: Benjamin Swiczinsky, Conrad Tambour)[2]

### Filme als Sounddesigner
- 2008: Der Schlüssel zum Erfolg (Regie: Thorsten Löffler und Benjamin Swiczinsky)
- 2008: Zwölf Explosionen (Regie: Johann Lurf)
- 2010: Lo que quedó guardado (Regie: Bernhard Hetzenauer)
- 2011: Herr Hoppe und der Atommüll (Regie: Thorsten Löffler und Jan Lachauer)
- 2012: Mein Simmering (Regie: Chico Klein)
- 2014: Slow Riddim Express (Regie: Benjamin Swiczinsky)
- 2014: IG Lebenszyklus (Regie: Hilde Renner)
- 2014: Wiener Zeitung (Regie: Benjamin Swiczinsky)
- 2014: Alpendorf St. Johann (Regie: Conrad Tambour)
- 2019: Coming Home (Regie: Benjamin Swiczinsky)

## Auszeichnungen
- 2001: Preis in der Kategorie Best Score beim Internationalen Kurzfilmfestival Clermont-Ferrand
- 2009: Preis in der Kategorie Best Music beim Internationalen Trickfilmfestival Stuttgart